# Kōji Harashima
Kōji Harashima (原島 宏治, Harashima Kōji), né à Tokyo le 4 décembre 1909 et mort le 9 décembre 1964, est un homme politique et un homme de foi japonais .
Il est membre de l'Assemblée du quartier Ota de Tokyo, siège à la Chambre des conseillers, et est également président de la Soka Gakkai et du Comité exécutif central du Komeito.

## Carrière
Né à Tokyo le 4 décembre 1909, il est diplômé de l'école normale d'Aoyama en 1929. En 1940, il rejoint la Soka Gakkai.
En 1955, il se présente à l'élection de l'Assemblée du quartier Ota de Tokyo, et est élu. Le 8 juillet 1956, il se présente aux élections générales de la Chambre des conseillers, mais échoue. Il se représente le 2 juin 1959 et est élu.
En 1961, il prend part à la formation du Kōmeitō, principalement composé de membres de la Chambre des conseillers et de l'Assemblée métropolitaine de Tokyo. Il devient le président du Comité exécutif central du Kōmeitō, avant de devenir secrétaire général du même parti le 1er juillet 1962. Le 17 novembre 1964, il participe à la formation du Nouveau Kōmeitō et devient son président.
Le 9 décembre de la même année, subit un infarctus du myocarde à son domicile et décède à l'âge de 55 ans.

## Anecdotes
- C'est en 1943, alors qu'il est emprisonné, qu'il aurait connu le shakubuku[1].
- Il a activement soutenu la nomination de Daisaku Ikeda comme troisième président de la Soka Gakkai[1].
- Une semaine avant sa mort, il aurait dit à son fils aîné, Takashi Harashima: «Je n'ai pas besoin d'honneur. Je n'ai pas besoin de poste. Cependant, il n'y a qu'une chose que je veux faire, et je veux être membre de la Nichiren Shoshu[1].

## Famille
- Son fils aîné est Takashi Harashima, ancien doyen de la faculté d'enseignement de la Soka Gakkai. Takashi a critiqué l'orientation du président d'honneur Daisaku Ikeda et s'est retiré de la Soka Gakkai.